# Turínská synagoga
Turínská synagoga (italsky Sinagoga di Torino), též Israelitský chrám (italsky Tempio Israelitico) je synagoga v italském městě Turín. Byla navržena italským architektem Enricem Petiti.

## Historie
Po Albertinském statutu roku 1848 a znovunabytí svých občanských práv vyslovila židovská komunita v Sardinském království přání vybudovat v Turínu synagogu. Stavbou byl roku 1859 pověřen architekt Alessandro Antonelli, nicméně roku 1875 byl projekt z důvodu nákladnosti a velikosti pozastaven. Tato z poloviny vystavěná budova byla odkoupena městem výměnou za finanční prostředky a pozemek momentální synagogy, z původní budovy se později stala Mole Antonelliana.
Roku 1880 byl projekt obnoven podle návrhu Enrica Petitiho a v roce 1884 byla budova podle nového návrhu dokončena.
Synagoga byla 20. listopadu 1942 až na zdi exteriéru kompletně zničena spojeneckým bombardováním. Mezi lety 1945–49 byla přestavěna do současné podoby.